# Фернандес, Роберто (футболист, 1954)
Роберто Эладио Фернандес Роа (исп. Roberto Eladio Fernández Roa; 9 июля 1954, Асунсьон) — парагвайский футболист. Победитель Кубка Америки 1979 года, участник чемпионата мира 1986 года и Кубков Америки 1987 и 1989 годов. Выступал на позиции вратаря. Сыграл за сборную Парагвая 78 матчей в период с 1976 по 1989 года.
Отец парагвайского футболиста Гатито Фернандеса.

## Карьера
Фернандес начал свою профессиональную карьеру в возрасте 17 лет, дебютировав за клуб «Ривер Плейт» из Парагвая. На протяжение своей карьеры он также выступал за такие клубы, как «Серро Портеньо», «Депортиво Кали», «Эспаньол», «Интернасьонал» и «Палмейрас».
Фернандес дебютировал в сборной Парагвая, 10 марта 1976 года, в матче Кубка Атлантики против Уругвая, матч закончился вничью со счетом 2:2.
Во время чемпионата мира 1986 года в Мексике, Фернандес сыграл за Парагвай во всех четырех играх. В одной из этих игр он продемонстрировал свои выдающиеся навыки, отразив пенальти, исполненный мексиканским игроком Уго Санчесом. Это спасение помогло сборной Парагвая избежать поражения в этой игре, которая завершилась со счетом 1:1.
Роберто считается вторым лучшим вратарем в истории сборной Парагвая, уступая только Хосе Луису Чилаверту.

## Личная жизнь
Сын Роберто, Гатито Фернандес, также следует по его стопам и стал профессиональным вратарем. В настоящее время он выступает за бразильский клуб «Ботафого». Гатито продолжает семейную футбольную традицию и стремится достичь успеха на футбольном поле, подобно своему отцу.

## Достижения

### Клубные
- «Серро Портеньо»
  - Первый дивизион (2): 1990, 1996
  - Турнир Республики (1): 1991
- «Интернасьонал»
  - Лига Гаушу (2): 1991, 1992
  - Кубка Бразилии (1): 1992
- «Палмейрас»
  - Серия А (1): 1994
  - Лига Паулиста (1): 1994

### Международные
- Парагвай
  - Кубок Америки (1): 1979[9]

## Награды
- Медаль «За заслуги»  Доминго Мартинеса де Ирала (2016)

19 октября 2016 года он был награжден медалью «За заслуги» городским советом города Асунсьон, вместе со своими товарищами из парагвайской сборной, за достижение титула чемпиона на Кубке Америки 1979 года.